# Tuudi jõgi
Tuudi jõgi är en 26 km långt vattendrag i västra Estland. Den är en sydlig biflod till Kasari jõgi som har sin källa i våtmarkerna vid Tuhu soo och Tuudi raba. Ån ligger i Lääneranna kommun i landskapet Pärnumaa. 